# 帕多瓦纳自由镇
帕多瓦纳自由镇（義大利語：Villafranca Padovana），是意大利威尼托大区帕多瓦省的一个市镇。总面积23.83平方公里，人口9624人，人口密度403.9人/平方公里（2009年）。国家统计（ISTAT）代码为028103。